# Felix Roth
Felix Roth (* 13. November 1987 in Offenburg) ist ein ehemaliger deutscher Fußballspieler.

## Karriere
Roth kam 2002 vom Offenburger FV in die Jugendabteilung des SC Freiburg. 2006 schaffte er den Sprung in den Oberligakader und erzielte in den ersten beiden Jahren in 46 Partien 22 Tore. Im Januar 2008 unterschrieb der Nachwuchsstürmer seinen ersten Profivertrag und wurde langfristig an den Verein gebunden.
Sein Debüt in der 2. Bundesliga gab er am 10. Februar 2008 im Auswärtsspiel gegen den SC Paderborn 07. Wegen des Ausfalls einiger Stammkräfte stand er in der Startaufstellung und spielte 59 Minuten lang an der Seite von Owusu Ampomah. Wenige Wochen später riss er sich in einem Oberligaspiel das Kreuz- und Innenband und fiel monatelang aus. Nachdem er weder beim Zweitligaaufstieg 2009 noch in der folgenden Bundesligasaison 2009/10 für das Profiteam zum Einsatz gekommen war, wurde er im Sommer 2010 wieder in das Zweitteam versetzt, für das er in der Regionalliga-Saison 2009/10 elf Treffer erzielte.
Am 1. August 2010 wechselte er in die österreichische Erste Liga zum SC Austria Lustenau. Dort spielte er die folgenden drei Jahre. Gleich im ersten Jahr erreichte er mit Austria Lustenau das Österreichische Pokalfinale in Wien, welches gegen die SV Ried mit 2:0 verloren ging. Im Sommer 2013 schloss er sich dem Ligarivalen SCR Altach an, mit dem er 2014 in die Bundesliga aufstieg. Insgesamt kam er beim SCR Altach zu 49 Bundesliga Einsätzen und er spielte zweimal Quali zur Europa League.
Zur Saison 2016/17 kehrte er zum SC Freiburg zurück, dessen Zweitmannschaft er sich anschloss. Im ersten Jahr unter Trainer Christian Preußer gelang sogleich die Meisterschaft in der Oberliga BW und der Aufstieg in die Regionalliga Südwest. Dort spielte er bis zur Saison 2020/21 und beendete nach der Meisterschaft und dem Aufstieg in die 3. Liga seine aktive Laufbahn.
Im Anschluss an seine Spielerkarriere wurde er Verbindungstrainer in der Freiburger Fußballschule. Im Sommer 2025 übernahm er das Amt des Individualtrainers bei den Profis.

## Erfolge
- 1× DFB-Pokalsieger A-Junioren
- 1× Deutscher Zweitligameister 2008/09
- 1× Österreichischer Meister der zweitklassigen Ersten Liga: 2013/14
- 1× Meister Oberliga BW
- 1× Meister Regionalliga Südwest 2020/21